# Otto von Bülow
Otto von Bülow (16 d'octubre de 1911 - 5 de gener de 2006) va ser un comandant de submarins alemany a la Segona Guerra Mundial i capità a la Bundesmarine. Va rebre la Creu de Cavaller de la Creu de Ferro amb Fulles de Roure de l'Alemanya nazi.

## Família
Bülow va néixer a Wilhelmshaven com a fill del capità Otto von Bülow (1874–1930) i Johanna Meyer (1883–1937). Era descendent de la família Bülow, una antiga família aristocràtica de Mecklenburg. El 5 de juny de 1937 es va casar amb Helga Christiansen (nascuda el 2 d'abril de 1914 a Rødding, Dinamarca, llavors una part d'Alemanya). Bülow va ser el president (1970–1988) i després president honorari de l'Associació de Famílies Bülow.

## Carrera militar
Bülow es va unir a la Kriegsmarine l'1 d'abril de 1930 i va completar la seva formació bàsica a Stralsund. La seva primera assignació va ser al Niobe, un vaixell escola alemany, de juliol a octubre de 1930. Després va servir al creuer lleuger Emden fins a principis de 1932. Després va tornar a Stralsund per a més formació, i entre 1932 i 1933 es va cursar a l'Acadèmia Naval de Mürwik.
El 1933 va ser estacionat al creuer Deutschland, on va ser comandant de la bateria. Més tard va servir a l'Emden, a l'Schleswig-Holstein, i més tard a un destí terrestre a Pillau fins al 1940.
L'abril de 1940, Bülow es va traslladar al servei d'U-boat i va completar la seva formació l'11 de novembre de 1940. Va ser destinat com a comandant de l'U-3 a la 21a Flotilla d'U-boot . El 6 d'agost de 1941 va prendre el comandament de l'U-404 a la 6a Flotilla d'U-Boot. Va enfonsar 15 vaixells mentre estava a l'U-404, inclòs un destructor de la Royal Navy (HMS Veteran), i va danyar 2 altres vaixells. Va rebre la Creu de Cavaller el 20 d'octubre de 1942, i l'abril de 1943, la Creu de Cavaller amb Fulles de Roure pel suposat enfonsament de l'USS Ranger. L'1 de setembre de 1943 va ser reassignat com a comandant de la 23a Flotilla d'U-Boot amb base a Danzig.
El maig de 1945, Bülow va ser fet presoner pels britànics, i va ser alliberat l'agost d'aquell any. El 1956 es va unir al Bundeswehr i va ser el cap de la guarnició de Bremerhaven. Va rebre el comandament del destructor alemany Z-6 el 1962. El 1963, es va convertir en comandant del 3r esquadró de destructors. Abans de retirar-se el 1970, va ser el cap de la guarnició d'Hamburg durant cinc anys. Va morir a Wohltorf.